# Dika
Dika ist ein Familienname.

## Namensträger
- Albert Dika (Fußballspieler, 1982) (* 1982), simbabwischer Fußballspieler
- Albert Dominique Ebossé Bodjongo Dika (1989–2014), kamerunischer Fußballspieler, siehe Albert Ebossé Bodjongo
- Eleni Dika (* 1995), griechische Sportlerin der Rhythmischen Sportgymnastik
- Erald Dika (* 1988), albanischer Regisseur, Drehbuchautor und Editor
- Ermir Dika (* 1975), albanischer Fußballspieler
- Jean Dika (* 1979), kamerunischer Fußballnationalspieler
- Shaban Dika (* 1992), US-amerikanischer American-Football-Spieler, albanischer Herkunft